# Bursera esparzae
Bursera esparzae är en tvåhjärtbladig växtart som beskrevs av Rzed., Calderón & Medina. Bursera esparzae ingår i släktet Bursera och familjen Burseraceae. Inga underarter finns listade i Catalogue of Life.